# Milevsko

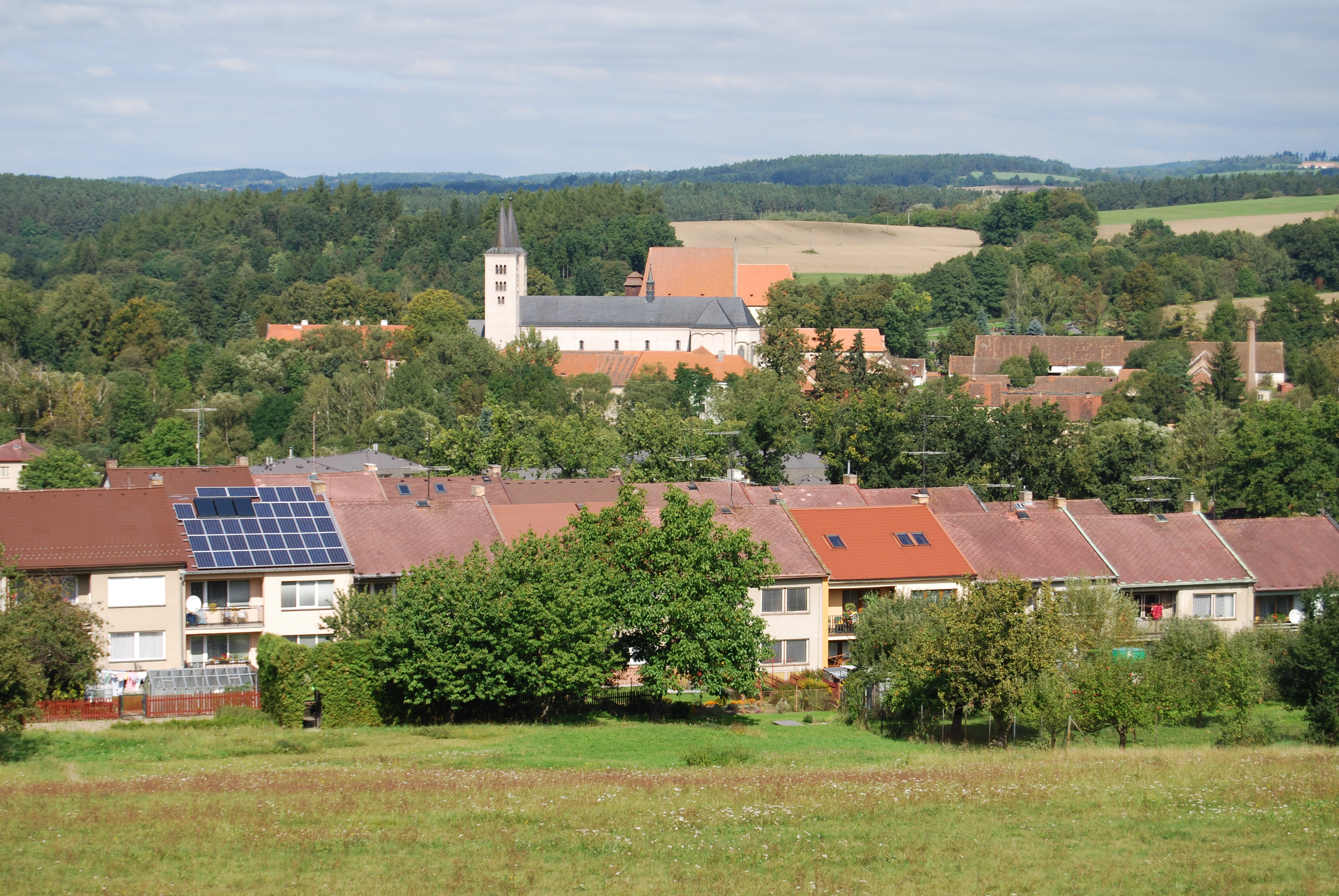
Blick auf das Kloster Milevsko

Milevsko (ältere Schreibweise Milewsk; deutsch Mühlhausen) ist eine Stadt im Okres Písek in Tschechien. Sie liegt 22 Kilometer nordöstlich von Písek.

## Geographie
Milevsko liegt im Mittelböhmischen Hügelland am Milevský potok (Mühlhauser Bach). Nachbarorte sind Přeborov und Březi im Norden, Přeštěn und Tynice im Nordosten, Božetice im Osten, Sepekov und Líšnice im Südosten, Křižanov und Veseličko im Süden, Rukáveč und Květov im Südwesten, Zbelítov und Velká im Westen und Hrejkovice im Nordwesten. Durch Milevsko verläuft die Landesstraße 19.

## Geschichte
Milevsko entwickelte sich um das 1184 von Georg von Mühlhausen (Jiři z Milevska) gegründete Prämonstratenserkloster Milevsko, dessen Klosterkirche „Mariä Heimsuchung“ unter dem ersten Abt Gerlach (Jarloch) errichtet wurde. Als Städtchen wurde Milevsko erstmals 1327 im Zusammenhang mit dem Salzhandel erwähnt. Im 14. Jahrhundert erlangte das Kloster seine größte kulturelle und wirtschaftliche Blüte. Nachdem das Kloster 1420 von den Hussiten zerstört worden war, gelangte der Klosterbesitz 1437 an Ulrich II. von Rosenberg und 1473 an die Herren von Schwanberg. 1575 wurde das Kloster aufgehoben und die Klosteranlage an die Schwanberger verkauft, denen Bernard d. Ä. Hodějovský von Hodějov folgte. Dessen Nachkommen bauten die gesamte Klosteranlage zu einem Herrensitz um, verloren jedoch nach der Schlacht am Weißen Berg wegen ihrer Beteiligung am böhmischen Ständeaufstand ihre Besitzungen.
1623 übergab Kaiser Ferdinand II. die ehemaligen Klosterbesitzungen an das Kloster Strahov, von dem das Kloster Milevsko wiederbegründet wurde. 1759 wurde Milevsko zur Stadt erhoben. 1785 erfolgte im Rahmen der Josephinischen Reformen die erneute Aufhebung des Klosters, wodurch die weitere wirtschaftliche und kulturellen Entwicklung von Milevsko zum Stillstand kam. Bis zur Aufhebung der Patrimonialherrschaft 1848 blieb die Herrschaft Mühlhausen und deren Einkünfte im Besitz des Klosters Strahov. 
Ende des 18. Jahrhunderts errichtete die jüdische Gemeinde eine Synagoge und einen Friedhof. 1889 erhielt Milevsko Eisenbahnanschluss an der Strecke Písek–Tábor-Iglau. Ab Anfang des 20. Jahrhunderts entwickelte sich das traditionelle Handwerk, vor allem die Produktion von Töpfereiwaren.

## Gemeindegliederung
Die Stadt Milevsko besteht aus den Ortsteilen
| - Dmýštice - Klisín - Milevsko (Mühlhausen) | - Něžovice - Rukáveč und - Velká |

## Sehenswürdigkeiten
- Kloster Milevsko mit der romanischen Klosterkirche „Mariä Heimsuchung“ aus dem 12. Jahrhundert wurde im 13. Jahrhundert erweitert und nach dem Dreißigjährigen Krieg barockisiert.
- Die bereits 1184 erwähnte romanische St.-Ägidius-Kirche wurde im 14. Jahrhundert im Stil der Gotik umgebaut.
- Die St.-Bartholomäus-Kirche wurde 1866 an der Stelle eines Vorgängerbaus aus dem 16. Jahrhundert errichtet.
- Altes Rathaus aus dem 17. Jahrhundert
- Neues Rathaus, errichtet 1901/02 im Stil der Neorenaissance
- Barockpfarrhaus aus dem Jahr 1715
- Sparkassengebäude aus dem Jahr 1909
- Bankgebäude von 1907 im Jugendstil
- Neue Synagoge
- Jüdischer Friedhof

## Städtepartnerschaften
Zwischen Milevsko und Münchenbuchsee im Schweizer Kanton Bern bestehen partnerschaftliche Beziehungen.